# Pavonia cryptocalyx
Pavonia cryptocalyx är en malvaväxtart som beskrevs av Ignatz Urban. Pavonia cryptocalyx ingår i släktet påfågelsmalvor, och familjen malvaväxter. Inga underarter finns listade i Catalogue of Life.